# Filistata
Genre
Synonymes
- Teratodes C. L. Koch, 1838

Filistata est un genre d'araignées aranéomorphes de la famille des Filistatidae.

## Distribution
Les espèces de ce genre se rencontrent dans le Sud de l'Asie, en Afrique du Nord et en Europe du Sud. Filistata insidiatrix a été introduite au Cap-Vert, en Angola et au Venezuela.

## Liste des espèces
Selon World Spider Catalog (version 23.5, 01/09/2022) :
- Filistata albens Zonstein & Marusik, 2019
- Filistata balouchi Zamani & Marusik, 2020
- Filistata betarif Magalhaes, Aharon, Ganem & Gavish-Regev, 2022
- Filistata canariensis Schmidt, 1976
- Filistata gomerensis Wunderlich, 1992
- Filistata hasselti Simon, 1906
- Filistata insidiatrix (Forsskål, 1775)
- Filistata lehtineni Marusik & Zonstein, 2014
- Filistata lubinae Zonstein & Marusik, 2019
- Filistata maguirei Marusik & Zamani, 2015
- Filistata pseudogomerensis Wunderlich, 1992
- Filistata pygmaea Zonstein, Marusik & Grabolle, 2018
- Filistata teideensis Wunderlich, 1992
- Filistata wunderlichi Zonstein & Marusik, 2019

## Systématique et taxinomie
Ce genre a été décrit par Latreille en 1810. Il a été révisé par Zonstein et Marusik en 2019.
Teratodes a été placé en synonymie par Simon en 1864.

## Publication originale
- Latreille, 1810 : Considérations générales sur l'ordre naturel des Animaux composant la classe des Crustacés, des Arachnides et des Insectes. Paris, p. 119-129.